# Лази (Остроленцький повіт)
Лази (пол. Łazy) — село в Польщі, у гміні Ольшево-Борки Остроленцького повіту Мазовецького воєводства.
Населення — 325 осіб (2011).
У 1975-1998 роках село належало до Остроленцького воєводства.

## Демографія
Демографічна структура станом на 31 березня 2011 року:
|          | Загалом | Допрацездатний вік | Працездатний вік | Постпрацездатний вік |
| -------- | ------- | ------------------ | ---------------- | -------------------- |
| Чоловіки | 165     | 44                 | 107              | 14                   |
| Жінки    | 160     | 33                 | 97               | 30                   |
| Разом    | 325     | 77                 | 204              | 44                   |